# Miškų institutas

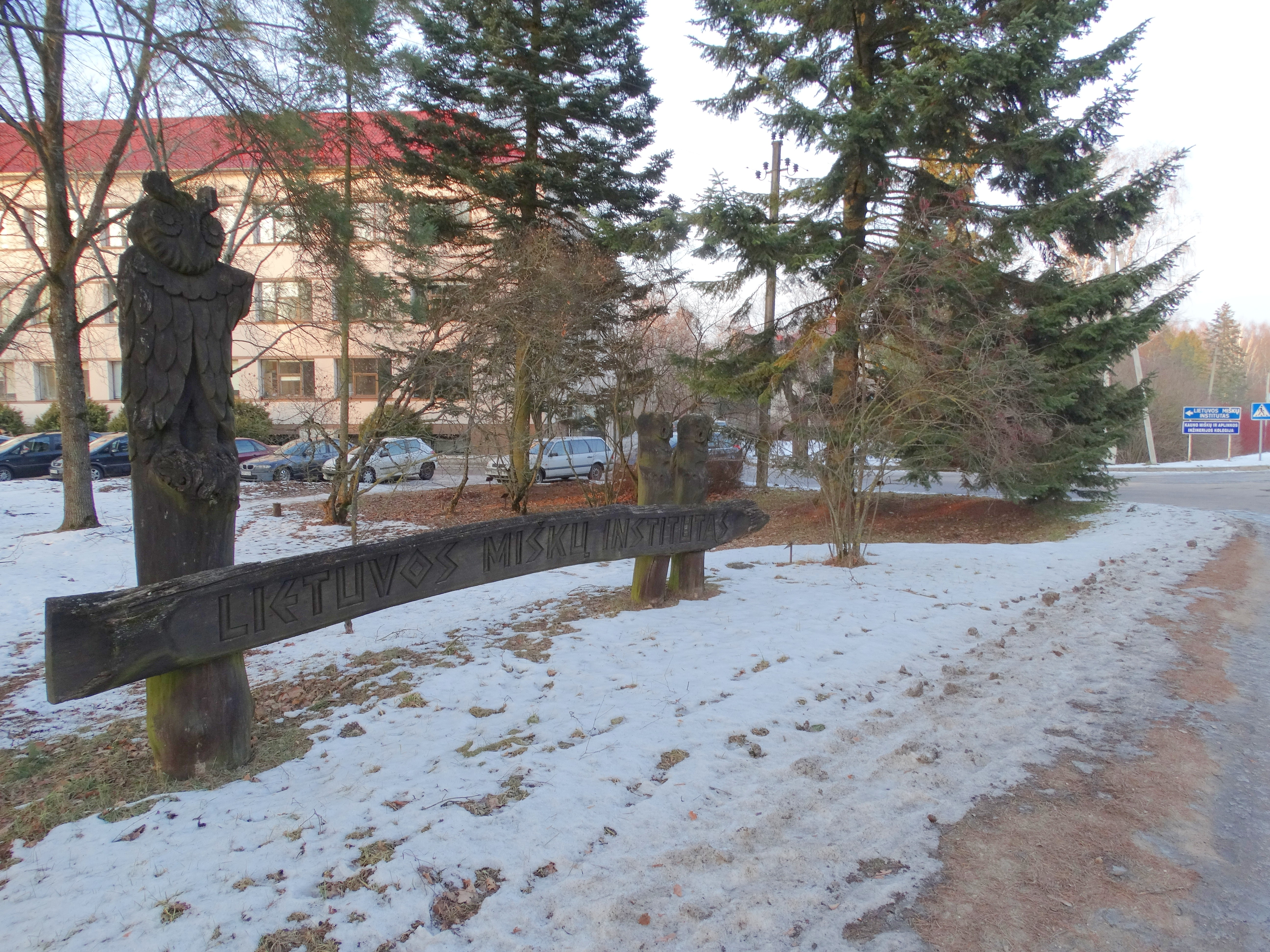
Am Institut

Das Miškų institutas (dt. 'Forstinstitut', lit. Lietuvos agrarinių ir miškų mokslų centro filialas Miškų institutas) ist ein Forschungsinstitut Forstwissenschaft und Ökologie in Litauen. Es hat die gemeinsame Doktorantur mit Lietuvos žemės ūkio universitetas und der Naturwissenschaftlichen Fakultät der Vytauto Didžiojo universitetas. Der Sitz befindet sich im Dorf Girionys, Rajongemeinde Kaunas (Liepų g. 1).

## Geschichte
Das Institut wurde 1950 in Kaunas errichtet und 1963 nach Girionys gebracht. In Sowjetlitauen gab es Lietuvos miškų ūkio mokslinio tyrimo institutas. Seit 1995 ist das Institut Mitglied von IUFRO und arbeitet mit Instituten in Skandinavien, Deutschland, Polen, Lettland zusammen. 2008 beschäftigte das Litauische Forstinstitut 25 Mitarbeiter, davon zwei habilitierte Doktoren und 20 Doktoren. Am 22. Januar 2010 wurde das Institut zur Filiale von Lietuvos agrarinių ir miškų mokslų centras.

## Struktur
- Abteilung für Forstwissenschaft
- Abteilung für Forstgenetik und Selektion
- Abteilung für Ökologie
- Abteilung für Waldressourcen, -wirtschaft und -politik
- Abteilung für Waldschutz und Jagdkunde
- Labor für Biotechnologien der Waldpflanzen
- Bibliothek
- Arboretum Dubrava (13 ha)
- 5 Stellen für Waldforschung
- 500 stationäre Forschungsobjekte
- Baumschule (76 ha)

## Direktoren
- 1950–1961: Antanas Kvedaras (1887–1967)
- 1961–1970: Mikalojus Lukinas (1906–1987)
- 1970–1984: Leonardas Kairiūkštis (1928–2021)
- 1984–1988: Mečislovas Vaičys (1929–2018)
- 1988–1992: Leonardas Kairiūkštis (1928–2021)
- 1992–1994: Albertas Vasiliauskas (1935–2024)
- 1994–1997: Stasys Karazija (* 1930)
- 1997–2013: Remigijus Ozolinčius (1956–2013)
- seit 2013: Marius Aleinikovas (* 1976)